# Liste der Kardinalskreierungen Johannes’ XXIII.

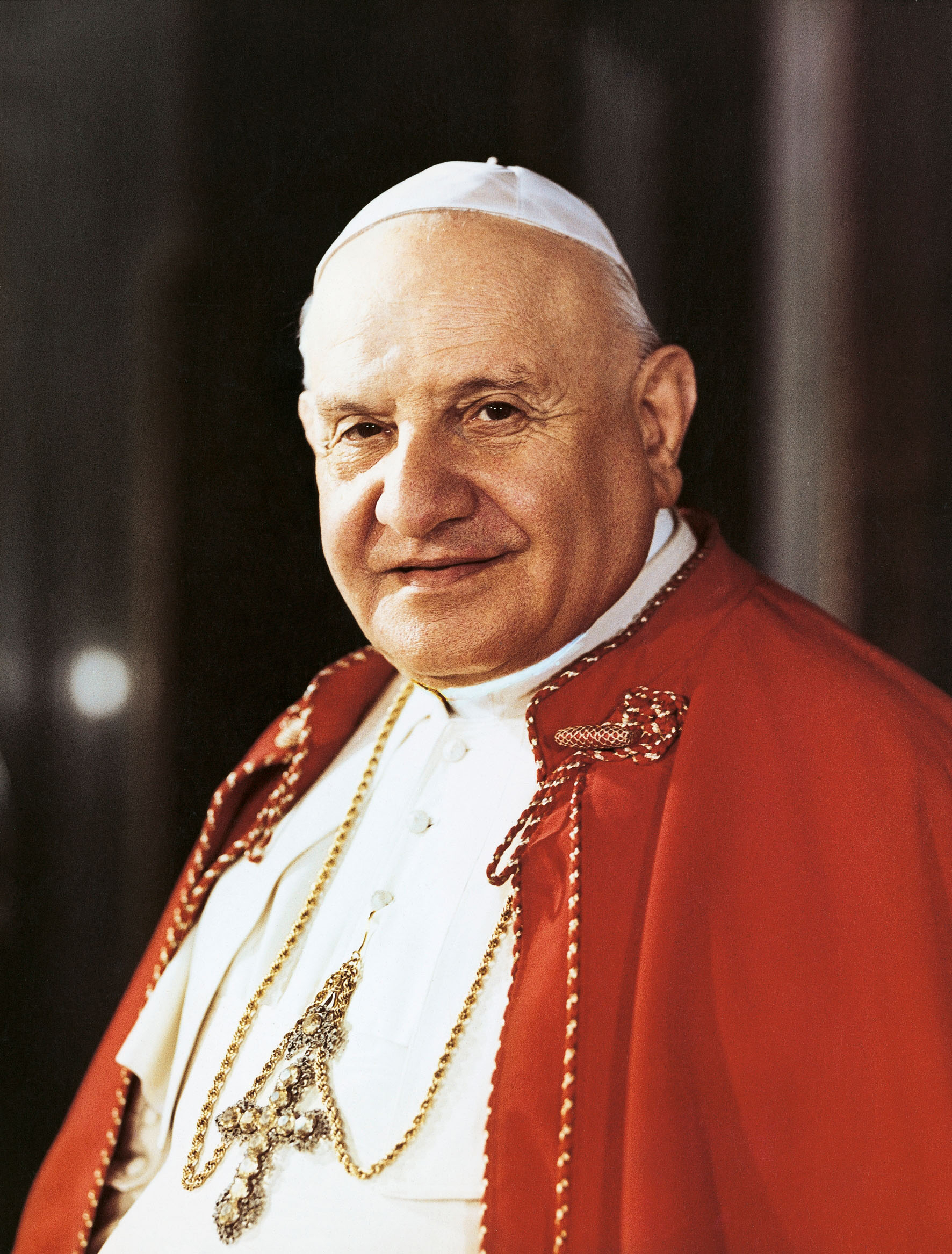
Johannes XXIII.

Papst Johannes XXIII. nahm im Lauf seines Pontifikates (1958–1963) in fünf Konsistorien die Kreierung von 55 Kardinälen vor. Er erhöhte die Zahl der Kardinäle und versuchte, die Internationalität der römisch-katholischen Kirche in der Kreierung von Kardinälen sichtbar zu machen.

## 15. Dezember 1958
1. Italien: Giovanni Battista Montini (später Papst Paul VI.), Erzbischof von Mailand
2. Italien: Giovanni Urbani, Patriarch von Venedig
3. Italien: Paolo Giobbe, Internuntius in den Niederlanden
4. Italien: Giuseppe Fietta, Apostolischen Nuntius in Italien
5. Italien: Fernando Cento, Apostolischer Nuntius in Portugal
6. Italien: Carlo Chiarlo, Nuntius für Besondere Aufgaben im StaatssekretariatErzbischof Montini, der spätere Paul VI. (1956)

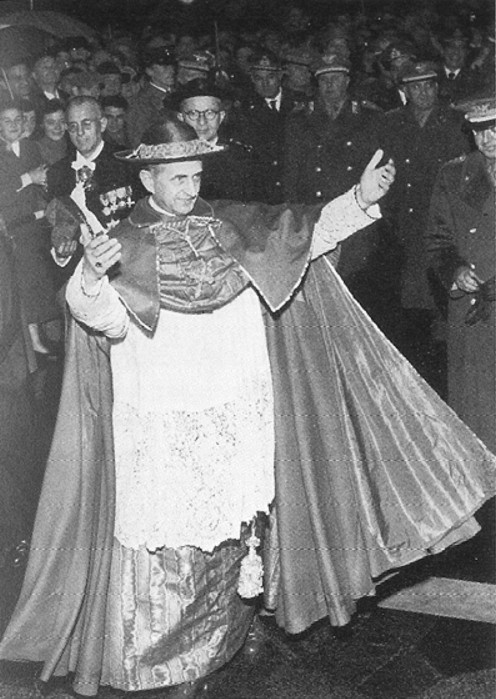
Erzbischof Montini, der spätere Paul VI. (1956)

7. Italien: Amleto Giovanni Cicognani, Apostolischer Delegat in den USA
8. Mexiko: José Garibi y Rivera, Erzbischof von  Guadalajara
9. Uruguay: Antonio María Barbieri OFMCap, Erzbischof von Montevideo
10. Vereinigtes Königreich: William Godfrey, Erzbischof von Westminster
11. Italien: Carlo Confalonieri, Sekretär der Heiligen Kongregation für die Seminare und Universitäten
12. Vereinigte Staaten: Richard Cushing, Erzbischof von Boston
13. Italien: Alfonso Castaldo, Erzbischof von Neapel
14. Frankreich: Paul Richaud, Erzbischof von Bordeaux
15. Vereinigte Staaten: John Francis O’Hara, Erzbischof von Philadelphia
16. Spanien: José María Bueno y Monreal, Erzbischof von Sevilla
17. Österreich: Franz König, Erzbischof von Wien
18. BR Deutschland: Julius Döpfner, Bischof von Berlin
19. Italien: Domenico Tardini, Kardinalstaatssekretär und Erzpriester der Vatikanischen Patriarchalbasilika St. Peter
20. Italien: Alberto di Jorio, Priester der Diözese Rom
21. Italien: Francesco Bracci, Sekretär der Kongregation für die Ordnung der Sakramente
22. Italien: Francesco Roberti, Sekretär der Konzilskongregation
23. Frankreich: André Jullien, Dekan der Römischen Rota

## 14. Dezember 1959

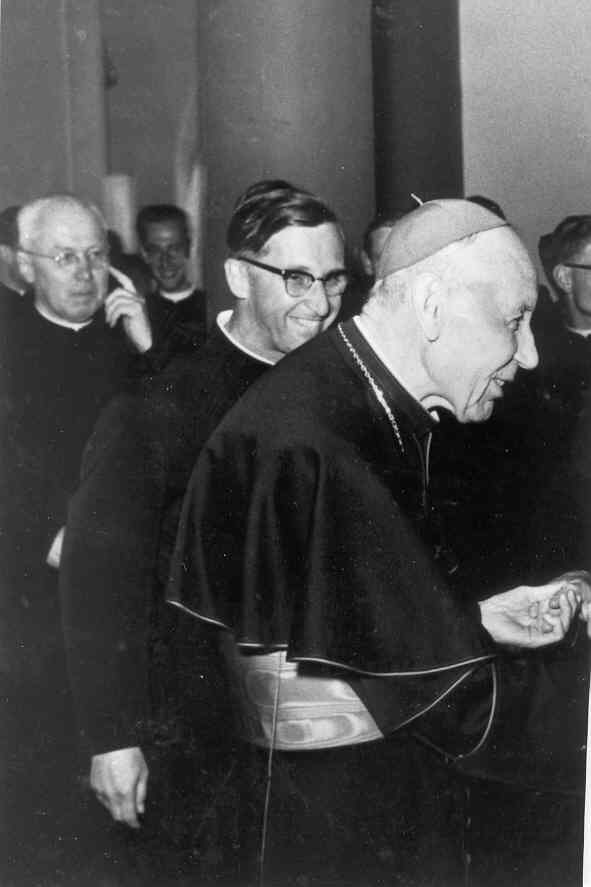
Kardinal Bea (1963)

1. Italien: Paolo Marella, Apostolischer Nuntius in Frankreich
2. Italien: Gustavo Testa, Apostolischer Nuntius in der Schweiz
3. Vereinigte Staaten: Aloysius Muench, Bischof von Fargo und Apostolischer Nuntius in der Bundesrepublik Deutschland
4. Vereinigte Staaten: Albert Meyer, Erzbischof von Chicago
5. Spanien: Arcadio María Larraona CMF, Sekretär der Kongregation für die Ordensleute
6. Italien: Francesco Morano, Sekretär beim Obersten Gerichtshof der Apostolischen Signatur
7. Vereinigtes Königreich: William Theodore Heard, Dekan der Römischen Rota
8. BR Deutschland: Augustin Bea SJ, Konsultor der Ritenkongregation

## 28. März 1960

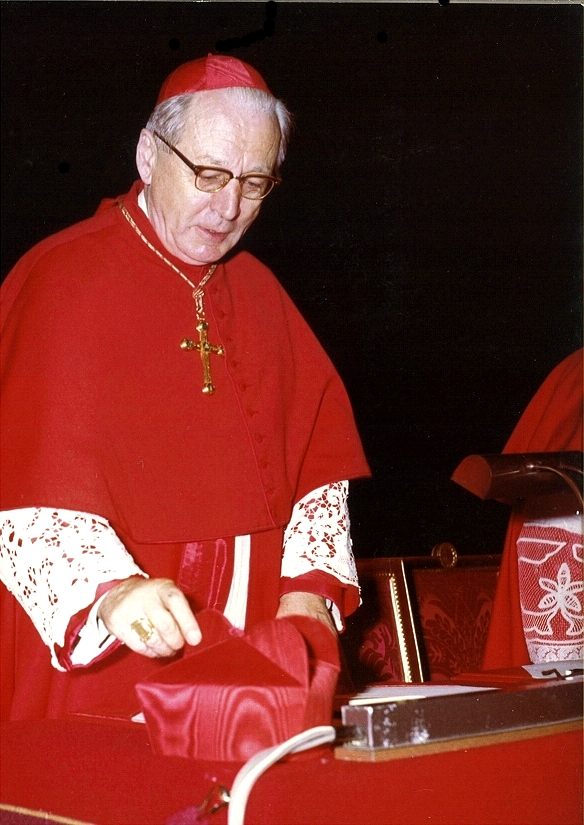
Bernard Jan Alfrink

1. Italien: Luigi Traglia, Weihbischof für das Bistum Rom
2. Japan: Peter Tatsuo Doi, Erzbischof von Tokio
3. Frankreich: Joseph-Charles Lefèbvre, Erzbischof von Bourges
4. Niederlande: Bernard Jan Alfrink, Erzbischof von Utrecht
5. Philippinen: Rufino Jiao Santos, Erzbischof von Manila
6. Tanganjika: Laurean Rugambwa, Bischof von Rutabo
7. Italien: Antonio Bacci, Hausprälat Seiner Heiligkeit

1. in pectore wurde nicht veröffentlicht
2. in pectore wurde nicht veröffentlicht
3. in pectore wurde nicht veröffentlicht

## 16. Januar 1961
1. Vereinigte Staaten: Joseph Elmer Ritter, Erzbischof von Saint Louis
2. Venezuela: José Quintero Parra, Erzbischof von Caracas
3. Kolumbien: Luis Concha Córdoba, Erzbischof von Bogotá
4. Italien: Giuseppe Ferretto, Sekretär des Kardinalskollegiums

## 19. März 1962

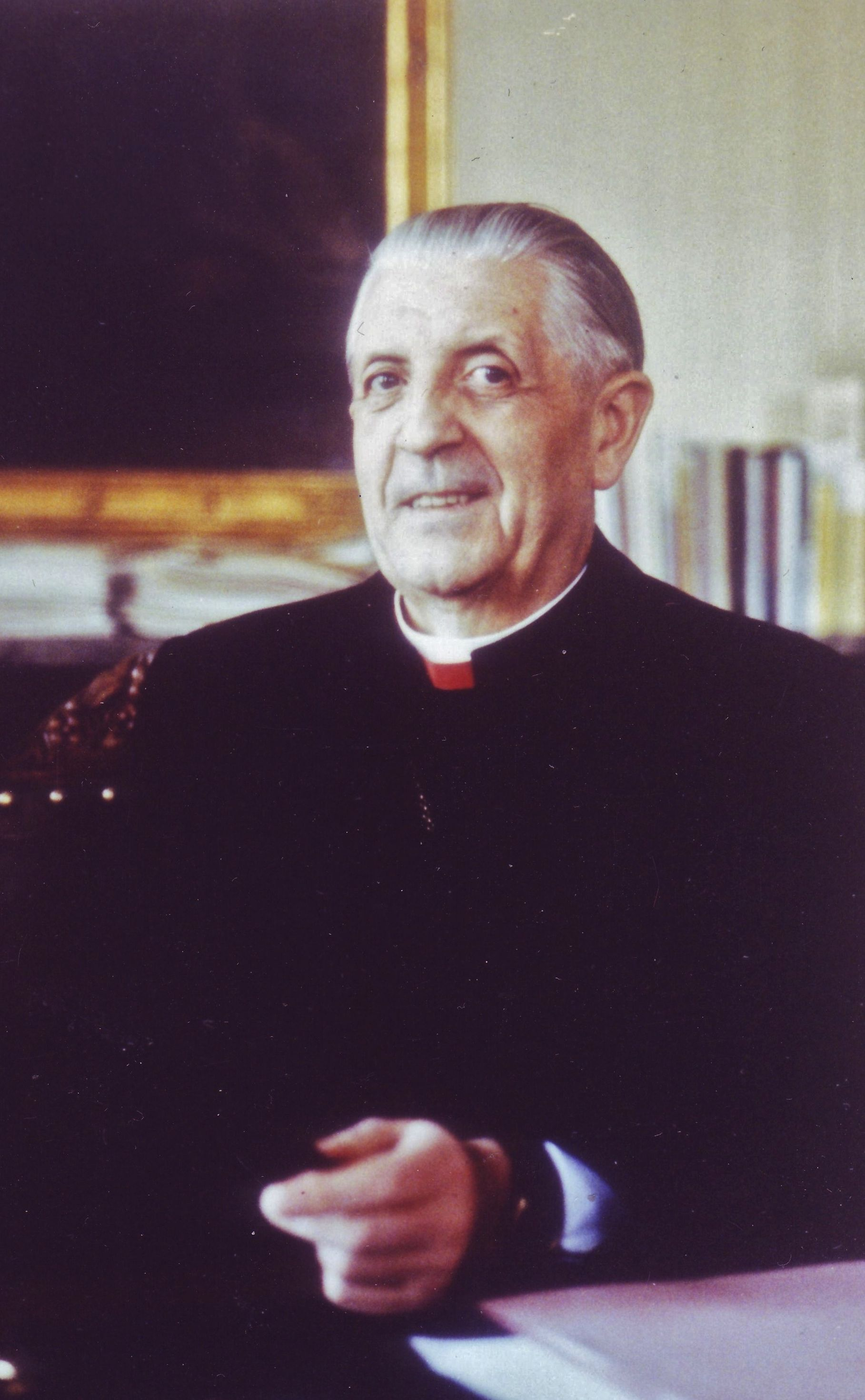
Léon-Joseph Suenens

1. Portugal: José da Costa Nunes, Vize-Camerlengo der Heiligen Römischen Kirche
2. Italien: Giovanni Panico, Apostolischer Nuntius in Portugal
3. Italien: Ildebrando Antoniutti, Apostolischer Nuntius in Spanien
4. Italien: Efrem Forni, Apostolischer Nuntius in Belgien und Luxemburg
5. Peru: Juan Landázuri Ricketts OFM, Erzbischof von Lima
6. Syrien: Gabriel Acacius Coussa, Präfekt der Kongregation für die Ostkirchen
7. Chile: Raúl Silva Henríquez SDB, Erzbischof von Santiago de Chile
8. Belgien: Léon-Joseph Suenens, Erzbischof von Mecheln
9. Irland: Michael Browne OP, Dominikanerpater
10. Spanien: Anselmo Albareda OSB, Präfekt der Vatikanischen Bibliothek

## Quelle
- Consistories for the creation of Cardinals – John XXIII (1958-1963). In: Salvador Miranda: The Cardinals of the Holy Roman Church. (Website der Florida International University, englisch)